# Giorgio di Matteo
Giorgio di Matteo o Giorgio da Sebenico, Giorgio Orsini da Sebenico, o anche solo Giorgio Orsini (in Croato Juraj Dalmatinac) (Zara, 1410 circa – Sebenico, 10 novembre 1475) è stato uno scultore, architetto e urbanista dalmata italiano.

Fu uno degli esponenti principali di quel particolare tipo di Rinascimento (Rinascimento adriatico) che si diffuse tra Dalmazia, Venezia e Marche, caratterizzato da una riscoperta dell'arte classica accompagnata però da una certa continuità formale con l'arte gotica. La sua arte va collocata dunque tra proto-rinascimento e tardo-gotico.

## Vita ed opere
Giorgio da Sebenico lavorò intensamente tra le due sponde adriatiche, caratterizzando le sue sculture e i suoi edifici con la pietra d'Istria cavata nell'isola di Brazza. Le sue opere rappresentano il momento più alto dell'arte dell' 'Umanesimo Gentile' in Dalmazia e nelle Marche.
Molto probabilmente l'artista fu attivo anche in Puglia, nei territori del Principato di Taranto, durante la signoria del principe di Taranto Giovannantonio Orsini Del Balzo, come si riscontra nei ductus dei capitelli presenti nel Cenotafio dello stesso Principe realizzato dopo il 1463. 

### A Venezia

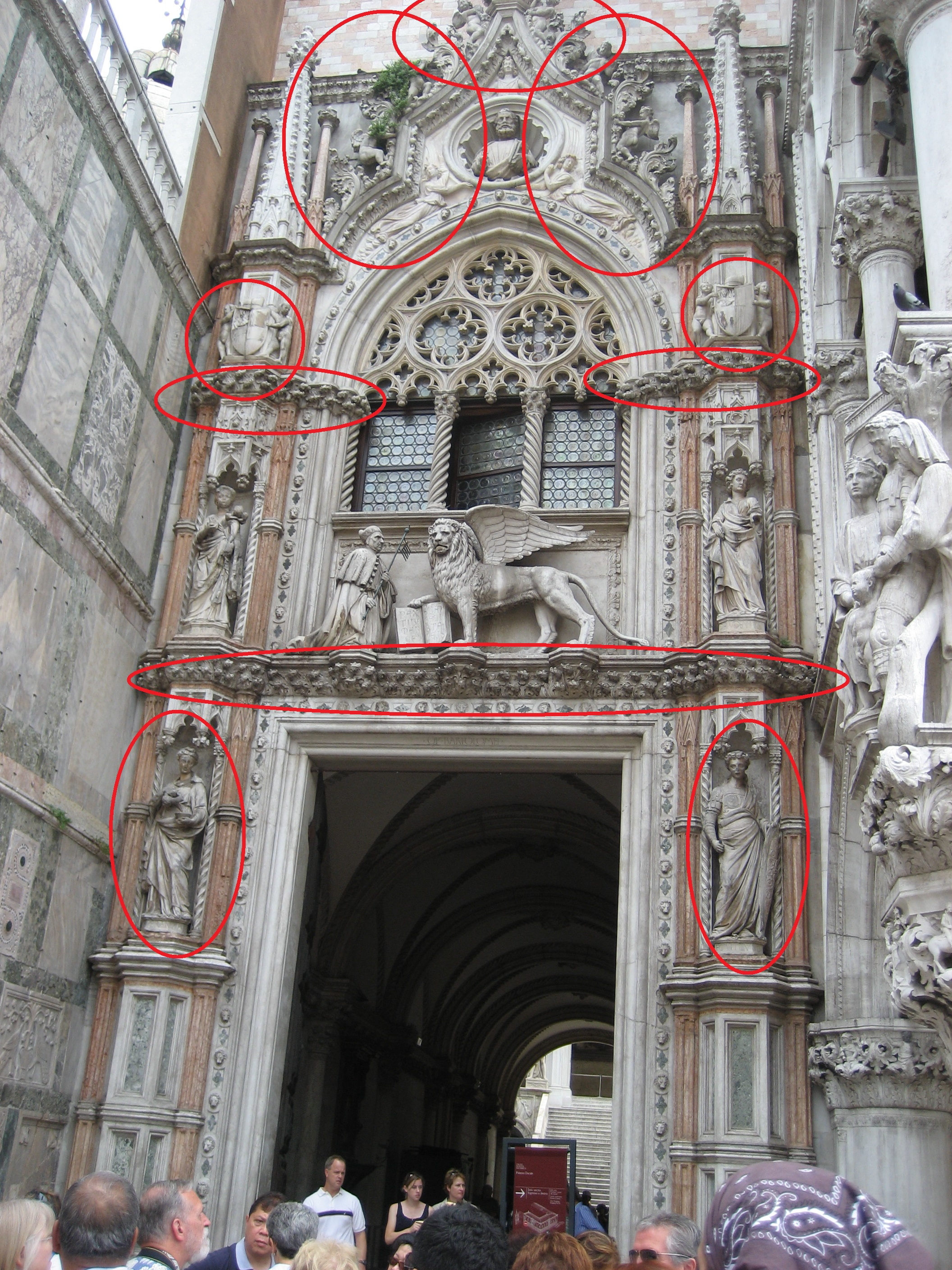
Porta della Carta del Palazzo Ducale di Venezia, dove lavorò Giorgio di Matteo. Sono evidenziate le sculture da alcuni storici dell'arte attribuite a Giorgio; le statue della Fortezza e della Temperanza sono quelle delle nicchie inferiori.

Giorgio ricevette la prima educazione a Venezia, nella bottega di Giovanni e Bartolomeo Bono, per i quali, intorno al 1430, contribuì a scolpire le decorazioni della Porta della Carta a Palazzo Ducale. Alcuni ipotizzano, in base ad analisi stilistiche, che il ruolo dell'Orsini nella Porta della Carta non fu quello di un semplice esecutore, e che i Bono svolsero in realtà solo il ruolo di appaltatori. Ciò spiegherebbe anche il fatto, altrimenti incomprensibile, del successivo incarico di protomagister (primo architetto) della Cattedrale di San Giacomo di Sebenico, opera così importante che difficilmente sarebbe stata affidata ad un artista venticinquenne che fino a quel momento non aveva fatto altro che eseguire progetti altrui.
Secondo questa ipotesi sono da attribuire a Giorgio da Sebenico almeno le statue delle virtù della Temperanza e della Fortezza, elementi fondamentali della porta veneziana, oltre che i putti reggiscudo, le movimentatissime cornici di foglie d'acanto e i putti rampanti del coronamento.
Altri studiosi arrivano a concludere che il ruolo di Giorgio da Sebenico nella Porta della Carta fu anche più consistente e che i Bono affidarono al dalmata anche parte della sua progettazione; secondo i loro studi a Giorgio spetterebbe inoltre anche l'Arco Foscari, sempre al Palazzo Ducale. Secondo il Vasari Giorgio di Matteo fu discepolo di Brunelleschi; gli studiosi moderni non concordano su questa ipotesi e pensano invece che l'artista dalmata conobbe esponenti del Rinascimento fiorentino durante il suo soggiorno giovanile a Venezia. Così si spiegherebbero le analogie esistenti tra le sculture di Jacopo della Quercia e quelle di Giorgio da Sebenico.

### A Sebenico

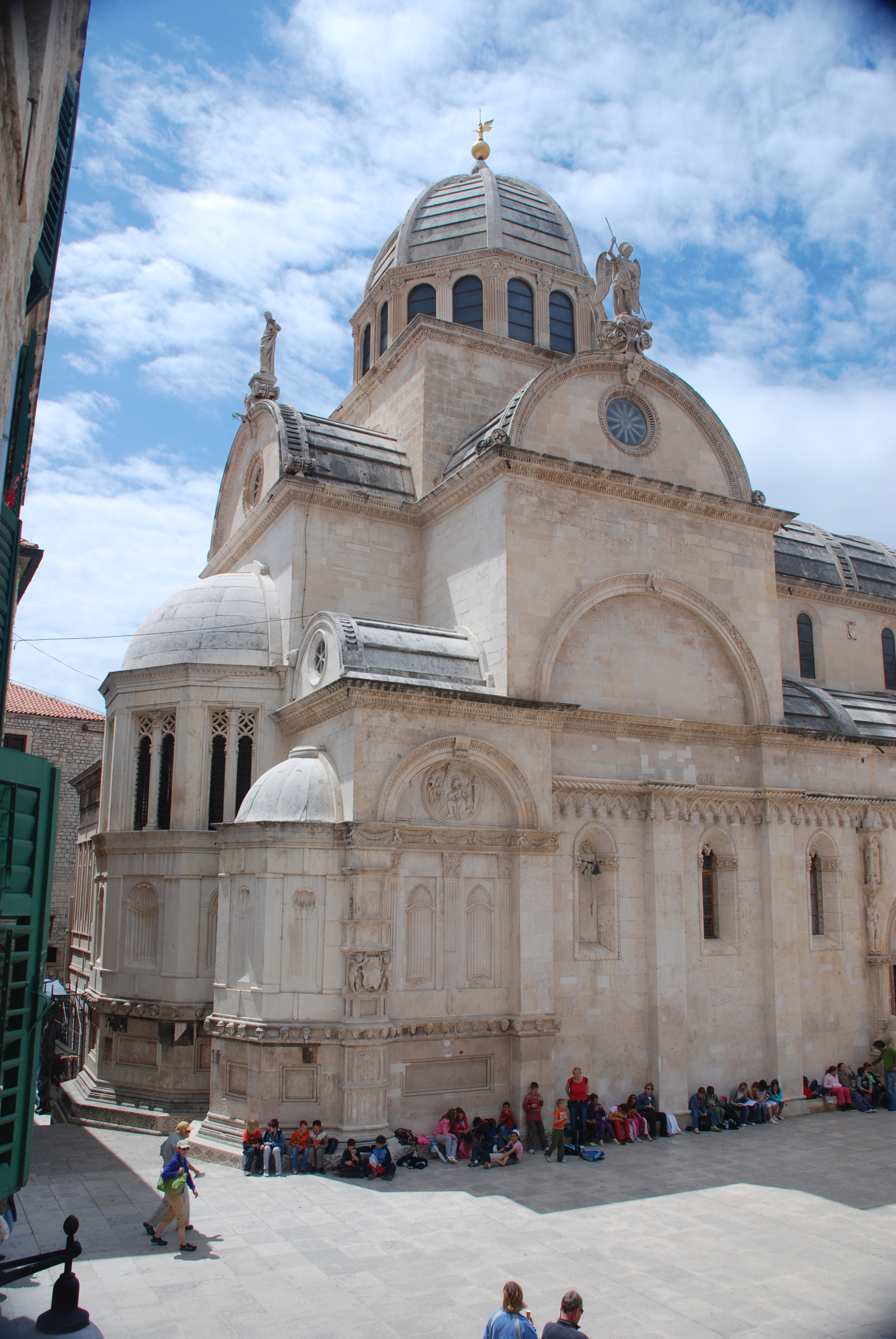
La zona absidale della Cattedrale di San Giacomo a Sebenico.

Nel 1441 fu chiamato a dirigere i lavori di costruzione del duomo di Sebenico, dove era stato licenziato il precedente architetto Antonio dalle Masegne (figlio del noto tagliapietra Pierpaolo), che non aveva soddisfatto le aspettative. La cattedrale di San Giacomo a Sebenico è un capolavoro unanimemente riconosciuto a Giorgio, mirabile costruzione in pietra d'Istria che, per le sue caratteristiche innovative, è stato inserito tra i Patrimoni dell'umanità dell'UNESCO.
Giorgio di Matteo ne diresse i lavori dal 1441 al 1473, fondendo quanto già realizzato con un impianto del tutto nuovo, in cui vibra un'arte rinascimentale che non si pone in contrasto con gli elementi gotici preesistenti.
Un fatto appare singolare nella cattedrale di Sebenico: per le sue strutture Giorgio di Matteo non impiegò travature lignee o mattoni, ma usò esclusivamente pietra d'Istria in grossi blocchi; la pietra qui non è quindi un semplice paramento esterno, ma al contrario è un elemento strutturale e decorativo insieme. Altra particolarità che non manca di generare sorpresa in chi ammira il monumento spalatino è la cornice di 72 teste scolpite che corre lungo il suo perimetro.
Per presentare il suo progetto al governo della Repubblica di Venezia, Giorgio di Matteo elaborò un modellino in creta, cosa che per l'epoca rappresentava una vera novità, che indica uno studio attento dei volumi architettonici e avvicina il modo di operare dell'artista zaratino a quello dei grandi maestri del Rinascimento. La complessa ed armonica articolazione dei volumi è evidente nella zona absidale, nell'imposta della cupola e, all'interno, nell'incrocio dei bracci.
Tutto ciò è ben descritto nelle motivazioni ufficiali con le quali l'UNESCO ha giustificato la sua scelta di inserire la cattedrale di Sebenico tra i patrimoni dell'Umanità:
(Dalle "motivazioni per l'iscrizione" dell'UNESCO)

### Nelle altre città dalmate

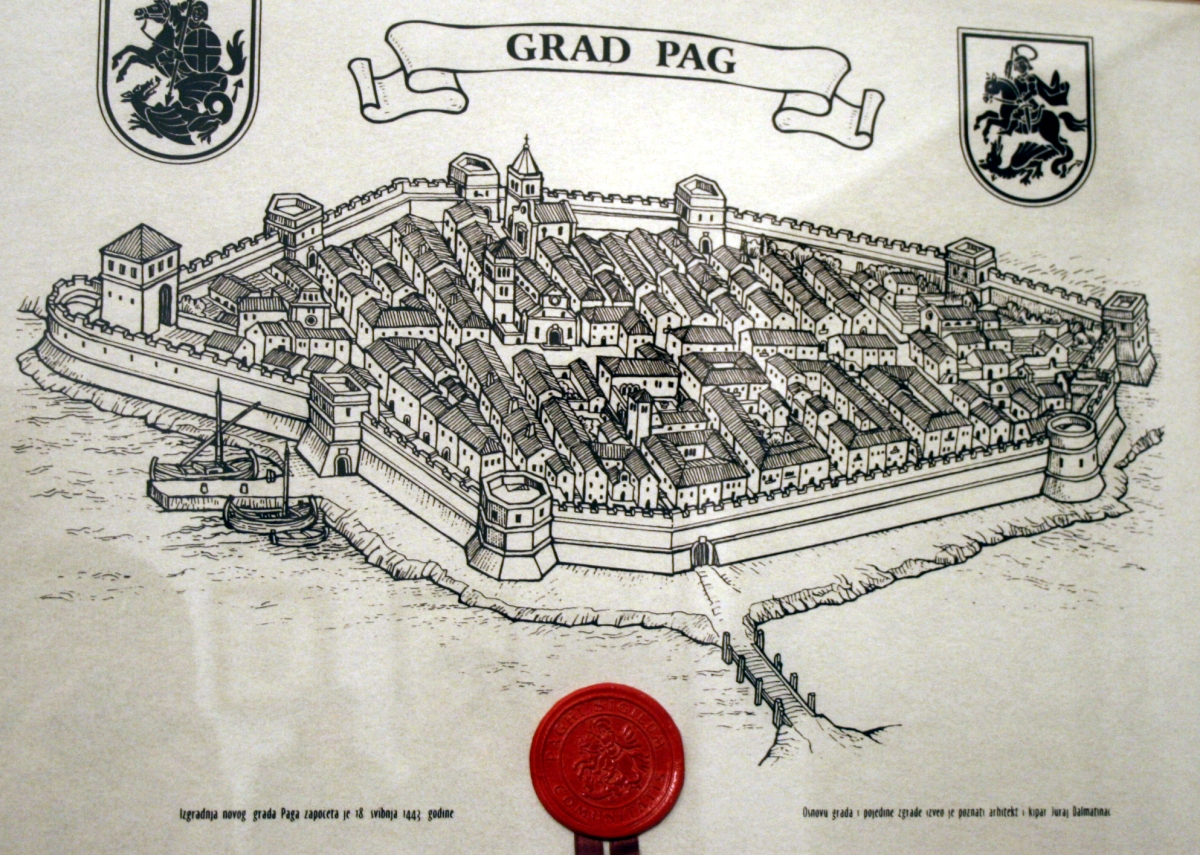
Pianta della città di Pago, progettata da Giorgio di Matteo

Giorgio di Matteo fu molto attivo a Spalato: in questa città sono suoi il Palazzo Papali (Papalić), l'altare di S. Anastasio nel duomo con la magnifica Flagellazione (1448) e la cappella di San Ranieri, nella chiesa di Sant'Eufemia, compiuta nel 1444 e semidistrutta da un incendio avvenuto nel XIX secolo; l'arca marmorea, scampata al disastro, fu trasportata nel 1835 a Castel Vitturi insieme alle spoglie del santo, in un altare costruito modernamente per onorarlo.
A Pago nel 1449 si rese artefice del piano urbanistico per la nuova città, mostrando di possedere competenze anche urbanistiche, come conviene ad un artista rinascimentale "totale".
A Stagno contribuì alla realizzazione della muraglia di Sabbioncello, un poderoso esempio di cinta fortificata che ha pochi confronti per lunghezza e armonico inserimento nel paesaggio circostante. La Croazia ha chiesto all'UNESCO di inserire le mura di Stagno tra i beni "Patrimonio dell'Umanità".
A Zara, sua città natale, nel 1449 realizzò la pietra tombale ed il ritratto del vescovo Lorenzo Venier; per la sua città aveva progettato nel 1444 anche tre cappelle nella chiesa di S. Francesco, ma purtroppo queste opere sono ora perdute.

### Ad Ancona

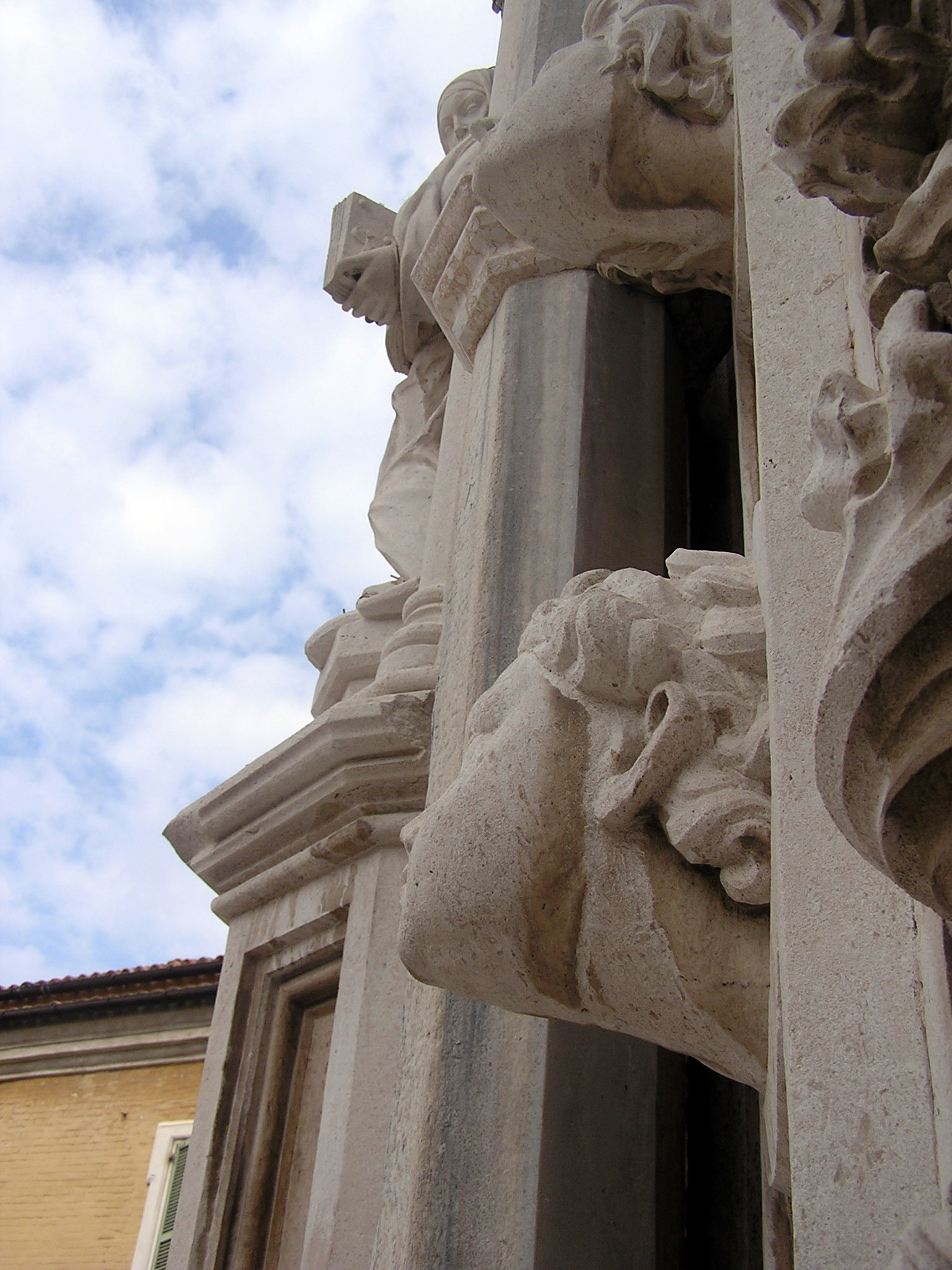
Particolare delle sculture di Giorgio di Matteo, nel portale di San Francesco alle Scale di Ancona.

Notevoli sono anche le opere che Giorgio di Matteo realizzò ad Ancona, anch'esse caratterizzate dalla pietra d'Istria. Egli giunse ad Ancona a metà del Quattrocento, chiamato dalla famiglia di armatori Benincasa, per realizzare il loro palazzo. Subito dopo, nel 1451, il governo della Repubblica di Ancona lo incaricò della costruzione della facciata della Loggia dei Mercanti, contigua al palazzo Benincasa appena terminato. Nella Loggia Giorgio di Matteo adottò un impianto architettonico gotico fiorito, arricchito con cinque statue: quattro virtù e il cavaliere dello stemma cittadino. Degna di nota è la statua della Carità, di ispirazione rinascimentale e avvicinabile al modello classico della Venere vincitrice.
Dopo l'apprezzamento riscosso per la Loggia, nel 1454 fu incaricato dai frati di San Francesco alle Scale di progettare la nuova facciata della chiesa. Il portale è caratterizzato da due pilieri gotici, ma l'apparato scultoreo è di ispirazione ormai chiaramente rinascimentale; esso comprende quattro statue a tutto tondo riproducenti santi francescani, un bassorilievo in cui si vede San Francesco che riceve le stimmate e, intorno al portale, un fregio composto da teste scolpite, simile a quello già citato di Sebenico. Il portale architravato è sovrastato da un arco gotico ormai privo di funzione strutturale, e ridotto a semplice cornice del bassorilievo; sia le sculture, sia il portale stesso, mostrano che il passaggio dal gotico al rinascimentale è già avanzato. Davanti a San Francesco, Giorgio progettò una scalinata monumentale di collegamento con la via sottostante (dalla quale la chiesa mutuerà il nome), a conferma le sue doti di urbanista, già mostrate a Pago. Giorgio fu dunque contemporaneamente scultore, architetto ed urbanista, rivelando anche in ciò la sua appartenenza al clima culturale rinascimentale dell'artista totale.
Nel 1460 ricevette l'incarico per la sua ultima opera anconitana: la facciata della chiesa di Sant'Agostino, in cui gli elementi rinascimentali (compreso l'uso dell'arco a tutto sesto) ormai sono dominanti sulla struttura gotica, sempre più svuotata di significato strutturale. Giorgio, richiamato altrove da nuovi cantieri, non riuscì a condurre a termine l'opera; dopo la sua morte, essa fu completata da altri artisti, dai modi ormai inseribili nel pieno Rinascimento.

### A Ragusa

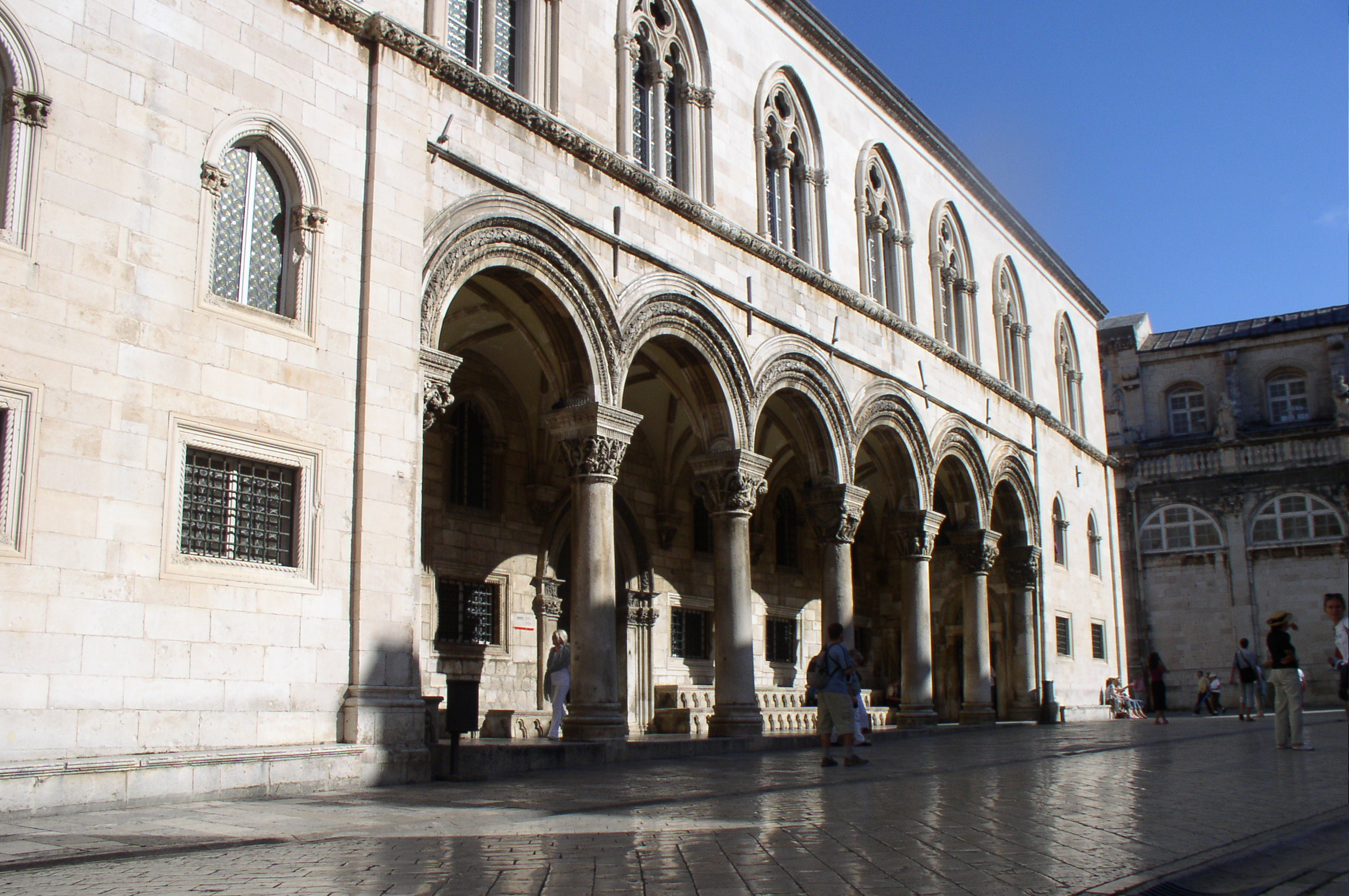
Portico del Palazzo dei Rettori di Ragusa, attribuito a Giorgio di Matteo.

Nel 1464 Giorgio si recò a Ragusa, l'attuale Dubrovnik, con la qualifica di magister ingeniarus. Michelozzo, che aveva lavorato nella città nei tre anni precedenti, aveva lasciato infatti la città in modo improvviso. Qui Giorgio di Matteo lavorò intensamente alle fortificazioni, mostrando la sua abilità anche come architetto militare: sue sono, tra l'altro, la Torre Menze (Minčeta), la Torre di Santa Caterina e la Porta della Ponta.
Oltre alle fortificazioni, in questa città diresse i lavori del Palazzo dei Rettori, sede della massima carica della fiorente Repubblica di Ragusa. L'edificio era infatti stato danneggiato da un'esplosione e necessitava di una radicale ristrutturazione. Si ipotizza che l'elegante portico rinascimentale sia stato realizzato su suo progetto. Nel novembre del 1465, a causa del diffondersi della peste, abbandonò precipitosamente la città.

### Ultimi incarichi
Intorno al 1466, Giorgio di Matteo stava lavorando per Federico da Montefeltro, duca di Urbino, a Gubbio, allora parte del suo ducato, una delle culle del Rinascimento. In quell'occasione, la signoria senese chiese a Federico da Montefeltro la presenza di Giorgio Orsini; non si sa se poi l'artista effettivamente si recò nella città umbra.
Giorgio morì nel 1475 a Sebenico, ancora impegnato nel cantiere del Duomo.

## La questione del nome

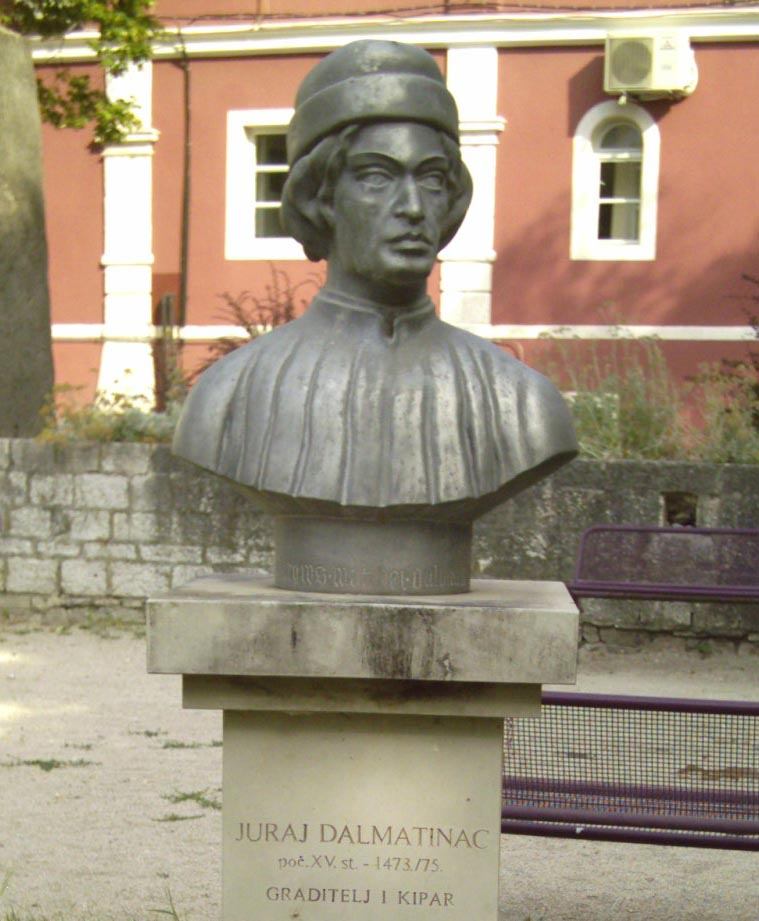
Zara: busto moderno, rappresentante Giorgio di Matteo; l'iscrizione dice: Juraj Dalmatinac

Come per altre personalità storiche della Dalmazia, anche per questo artista vi è un dibattito sulla sua croatizzazione a posteriori e su come debba essere chiamato. In Croazia l'artista è conosciuto quasi esclusivamente come Juraj Dalmatinac (Giorgio il Dalmata) o come Juraj Matejev Dalmatinac ("Giorgio di Matteo il Dalmata").
In Italia è stato conosciuto fino a tempi recenti solo come "Giorgio da Sebenico" (dal luogo ove lasciò la sua opera maggiore) o "Giorgio Orsini". Il nome familiare, però, venne utilizzato per la prima volta dal figlio Paolo solo qualche decennio dopo la morte dell'artista.
Nella storiografia artistica inglese, francese, tedesca e spagnola a volte viene utilizzato il nome croato, ma più comunemente quello italiano, preferibilmente "Giorgio da Sebenico".
L'uso recente del nome "Giorgio di Matteo" è suffragato dal fatto che egli si firmò sempre così: ad esempio nel 1441 Magister Georgius lapicida quondam Mathaei de Jadra, habitar Venetiarum, ad praesens axistens Sibenici ("Maestro Giorgio lapicida, del fu Matteo da Zara, abitante a Venezia, attualmente residente a Sebenico"); nel 1447 compare come Magister Georgius quondam Mathaei lapicidae de Jadra, prothomagister fabricae Sancti Jacobi de Sebenico ("protomastro della fabbrica di San Giacomo di Sebenico"); su un contrafforte angolare della cattedrale di Sebenico la firma dell'artista è Magister Georgius Matthei Dalmaticus (Maestro Giorgio di Matteo dalmata).

## Galleria di opere di Giorgio di Matteo

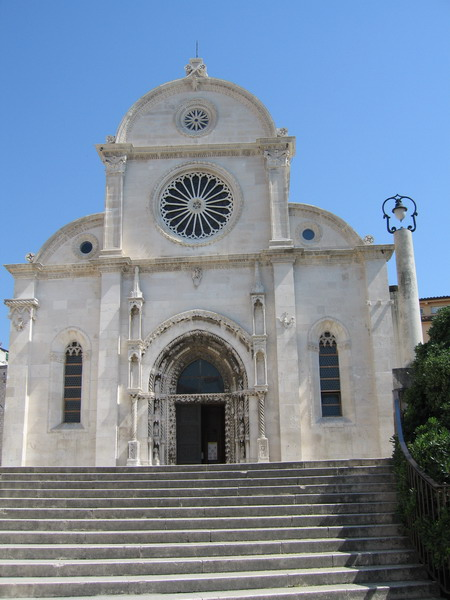
Facciata della Cattedrale di S. Giacomo a Sebenico in Croazia
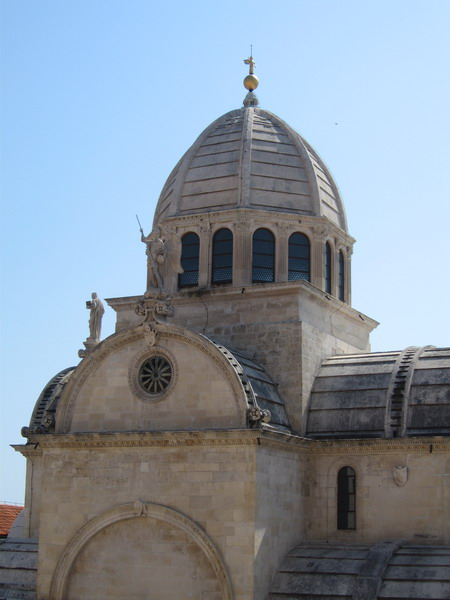
Cattedrale di Sebenico in Croazia: la cupola e alcune sculture
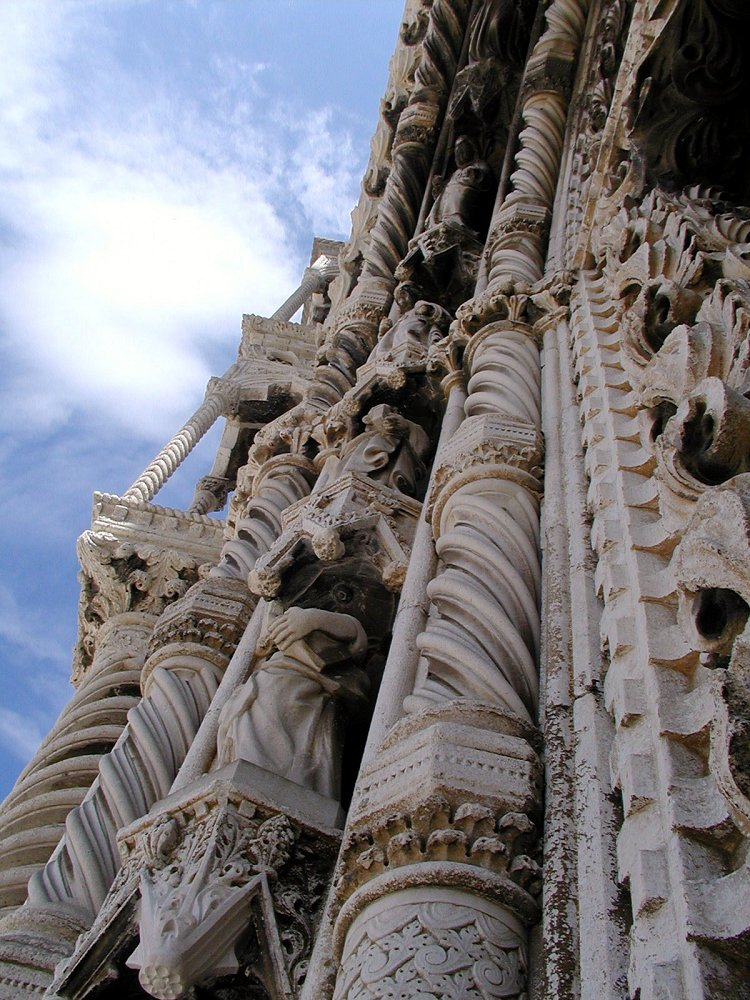
Dettaglio del portale della Cattedrale di Sebenico in Croazia
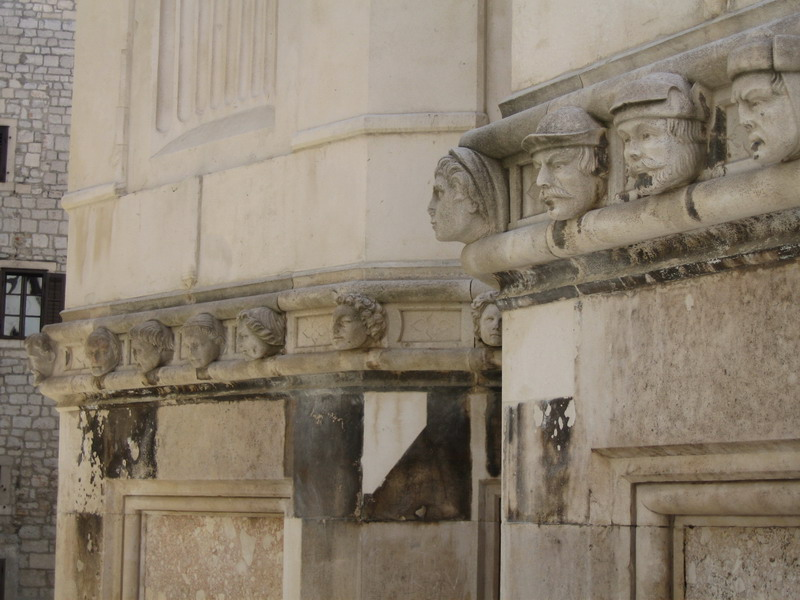
Teste di persone, forse ritratti di contemporanei, su una delle pareti esterne della Cattedrale di Sebenico in Croazia
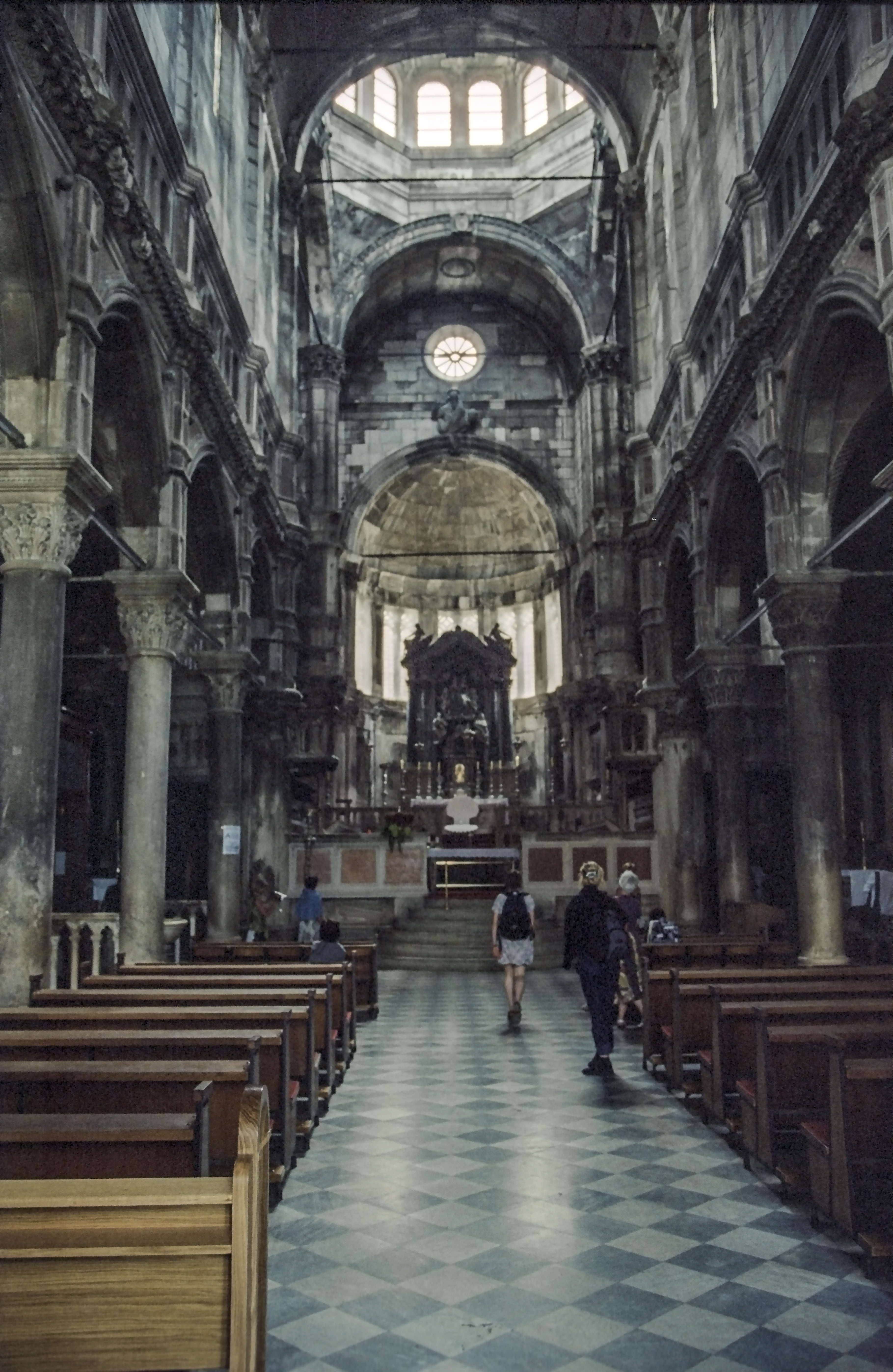
Interno della Cattedrale di Sebenico in Croazia
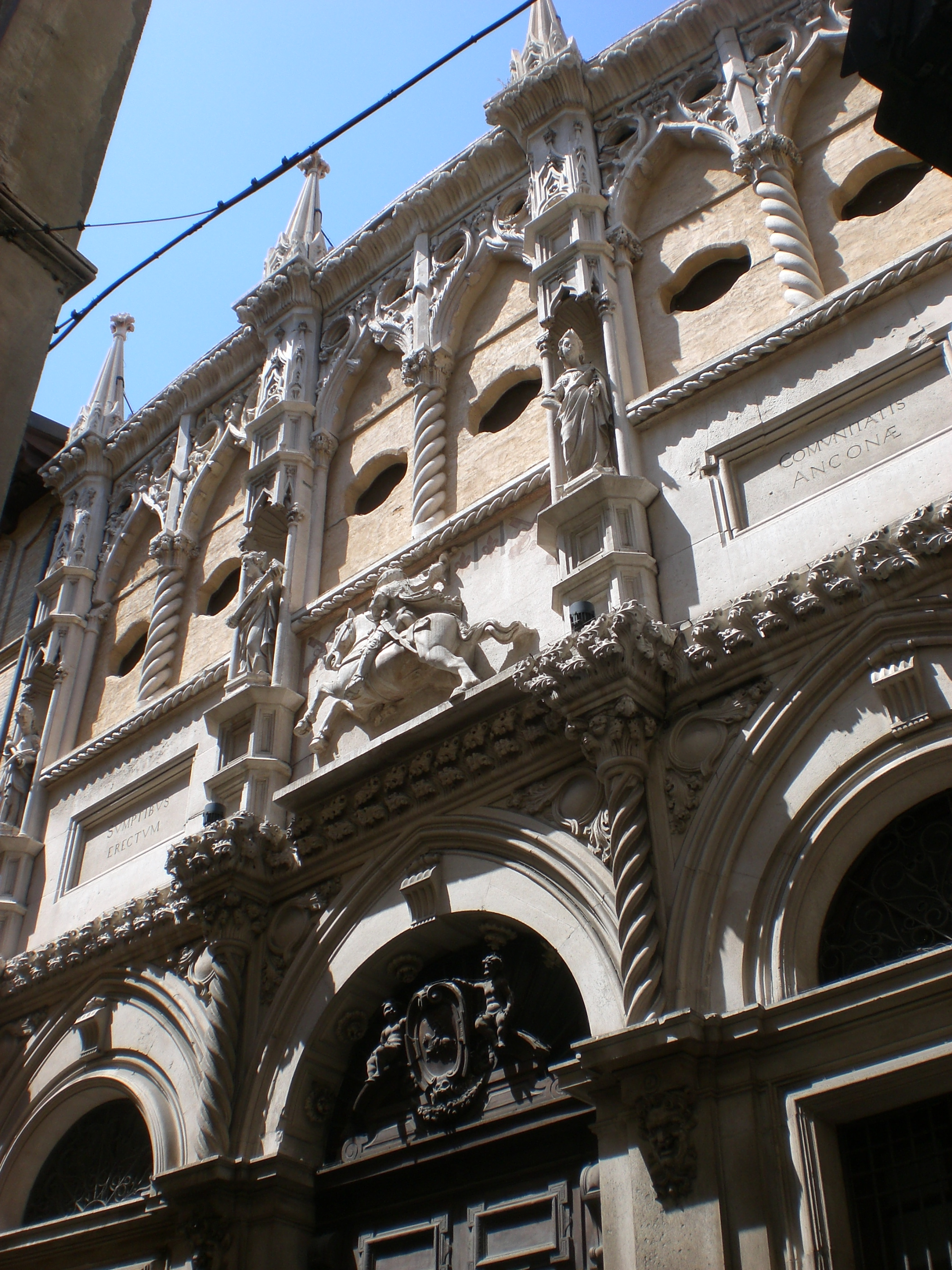
La Facciata della Loggia dei Mercanti ad Ancona
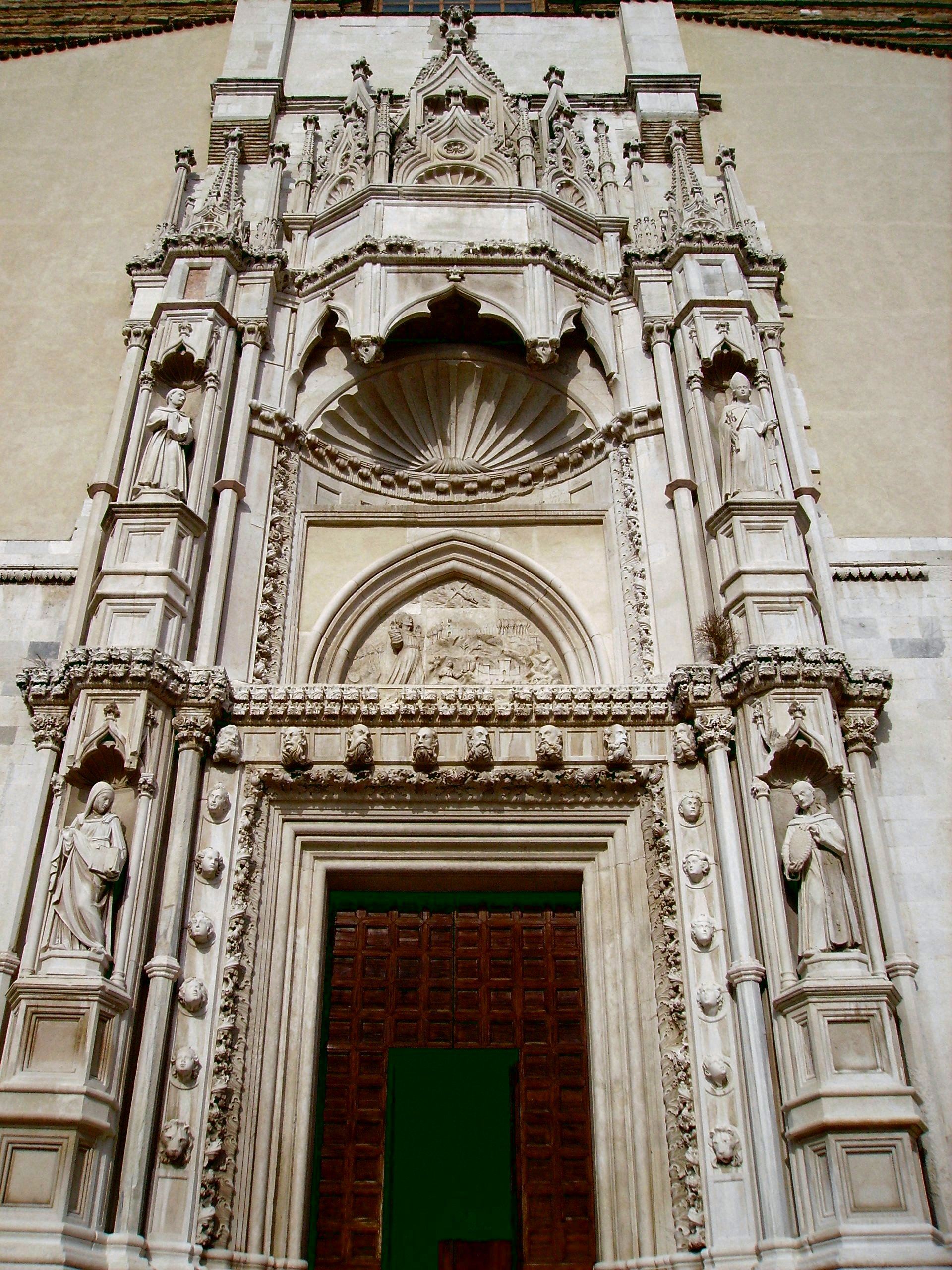
Il portale della Chiesa di San Francesco alle Scale ad Ancona
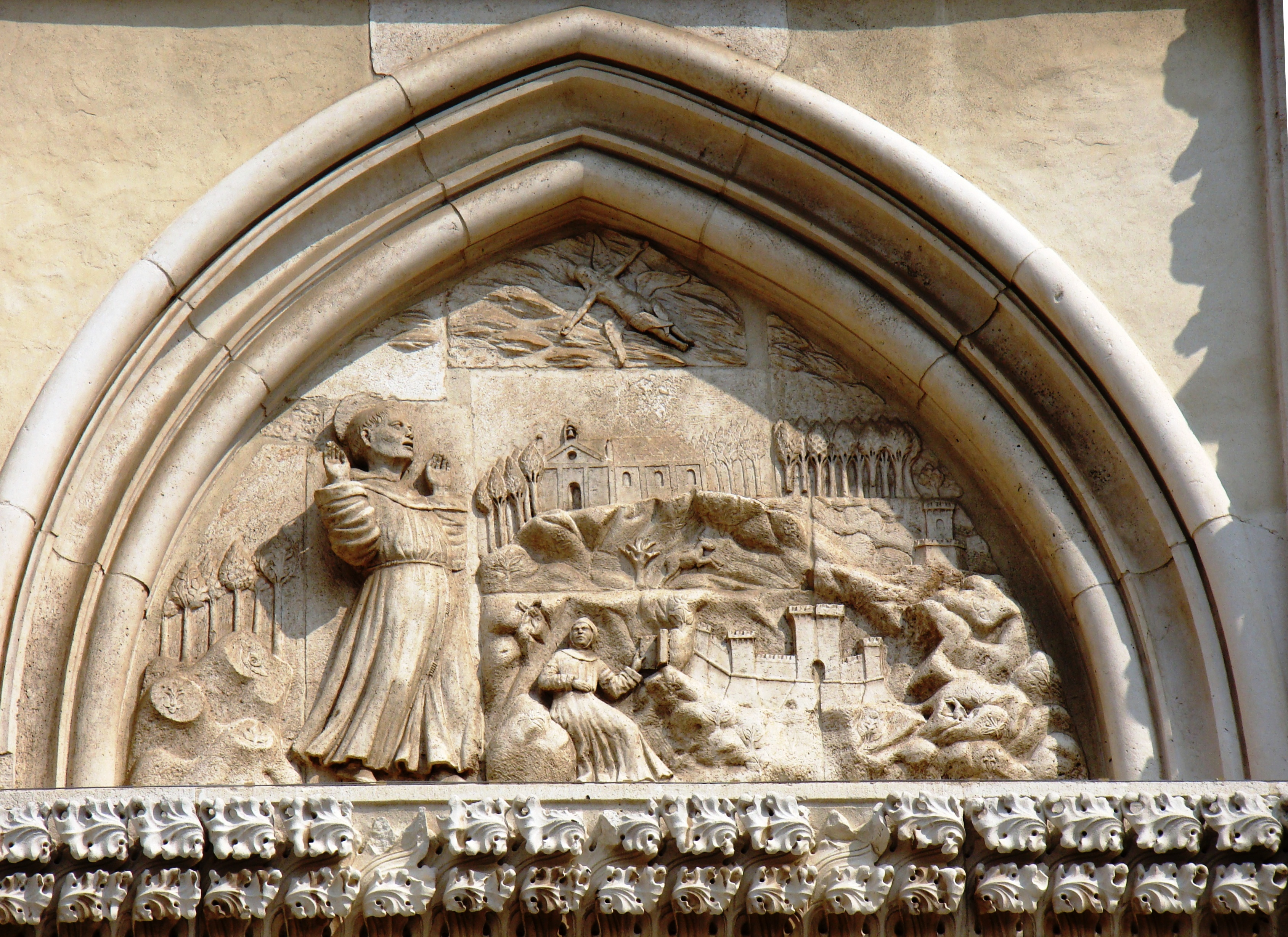
Lunetta sopra al portale di San Francesco alle Scale di Ancona
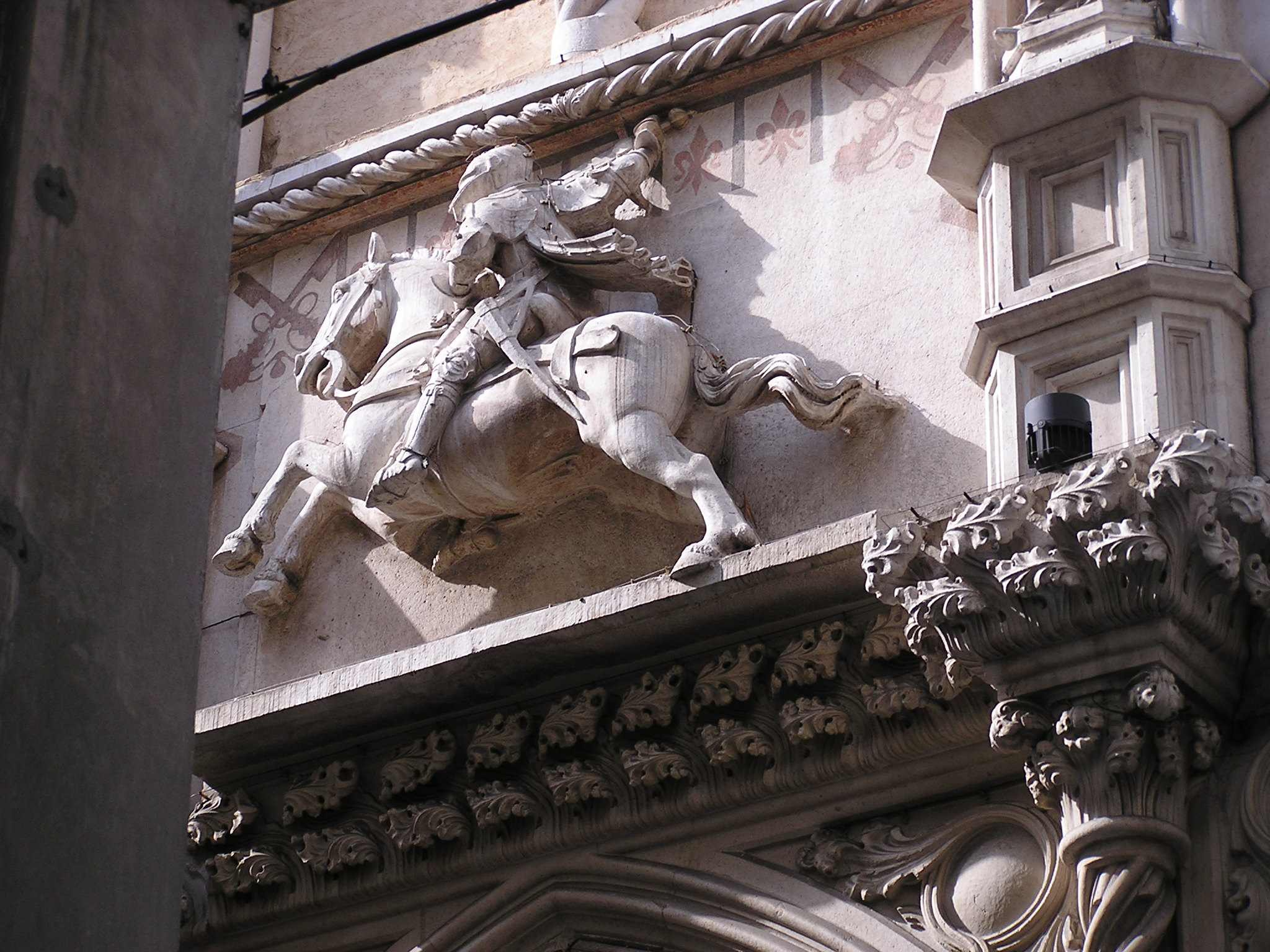
Cavaliere araldico dello stemma del Comune di Ancona, alla Loggia dei Mercanti di Ancona;
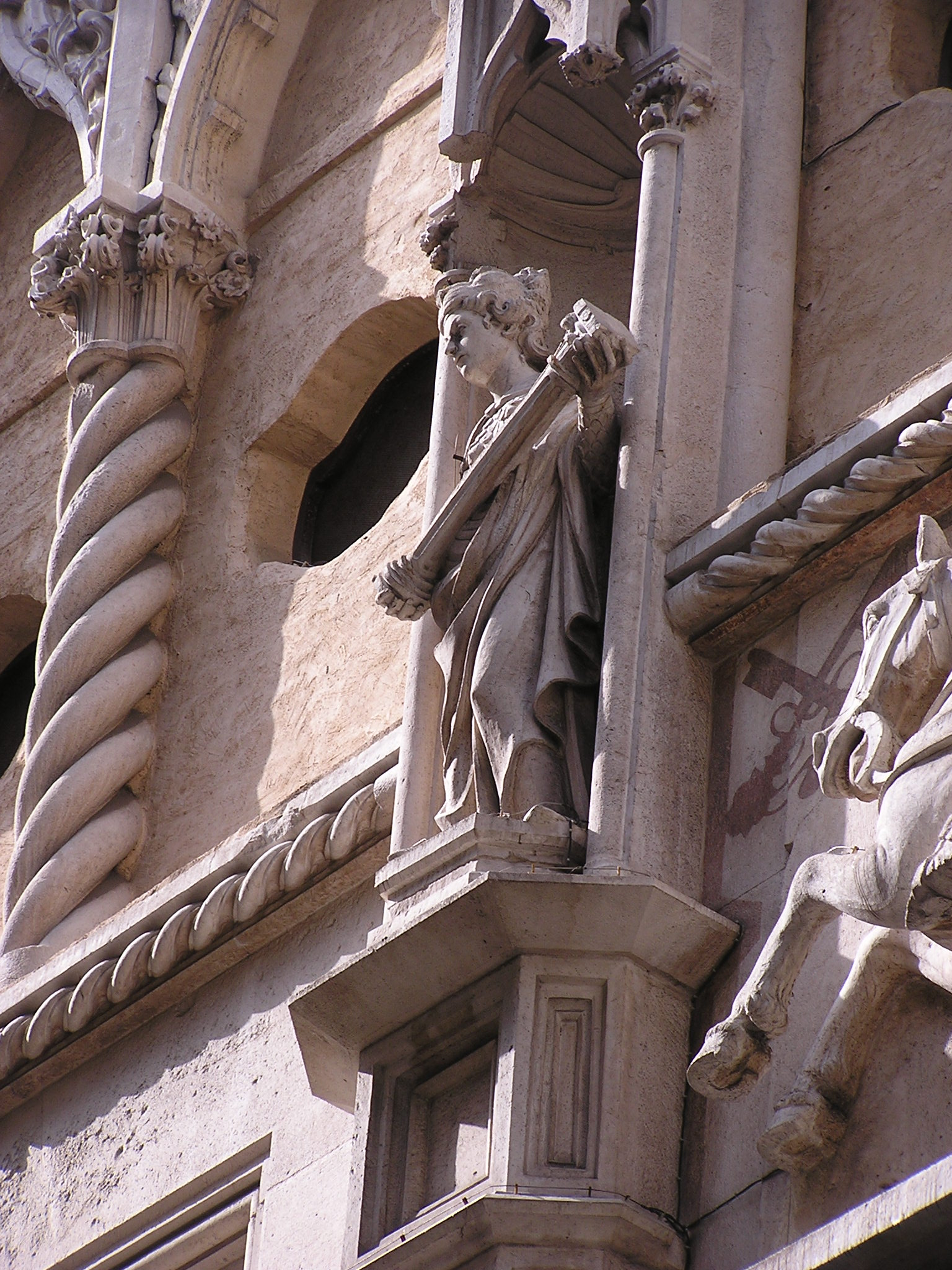
Statua della Fortezza, alla Loggia dei Mercanti di Ancona.
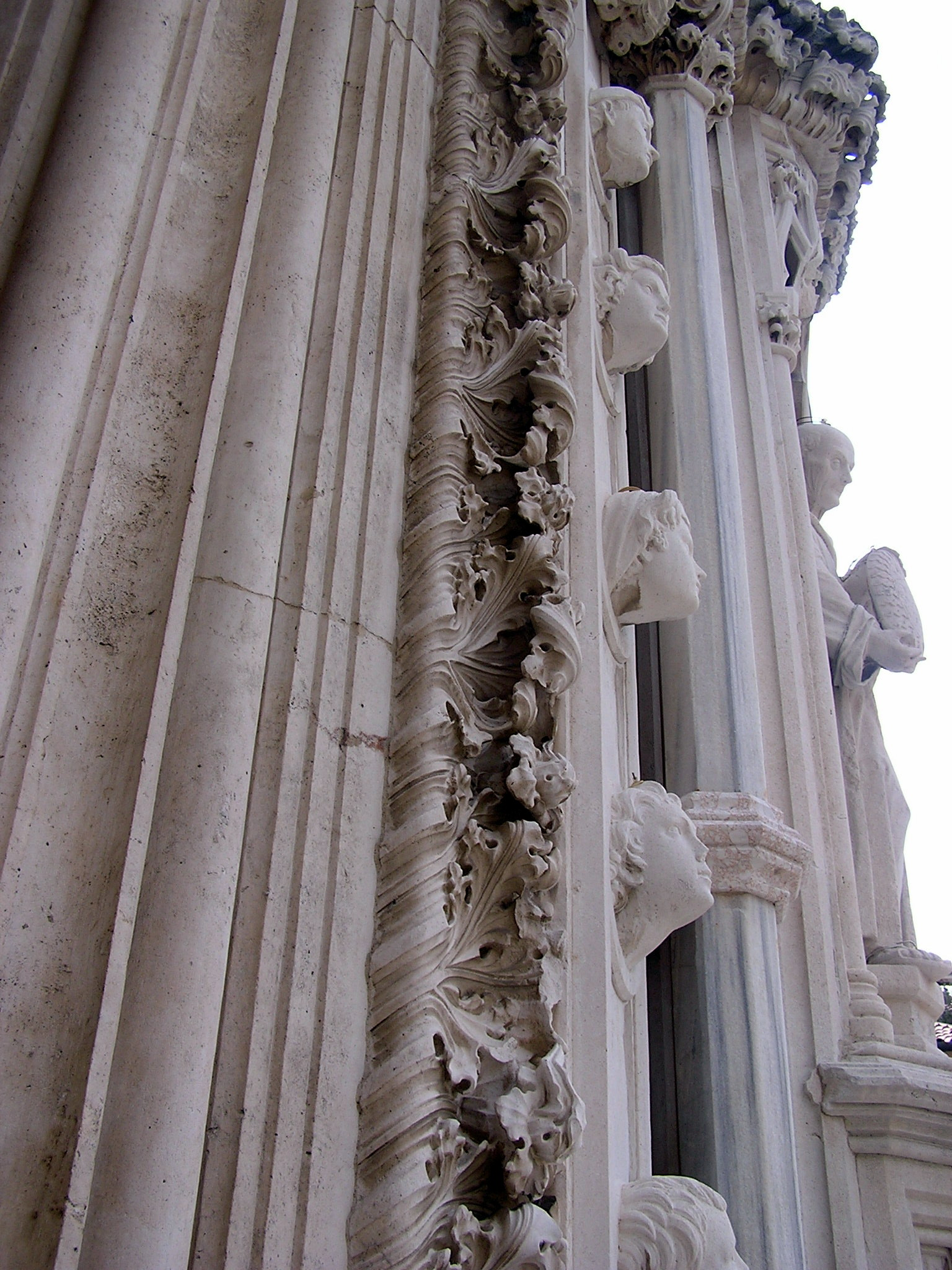
Particolare delle sculture sul portale della Chiesa di San Francesco alle Scale ad Ancona
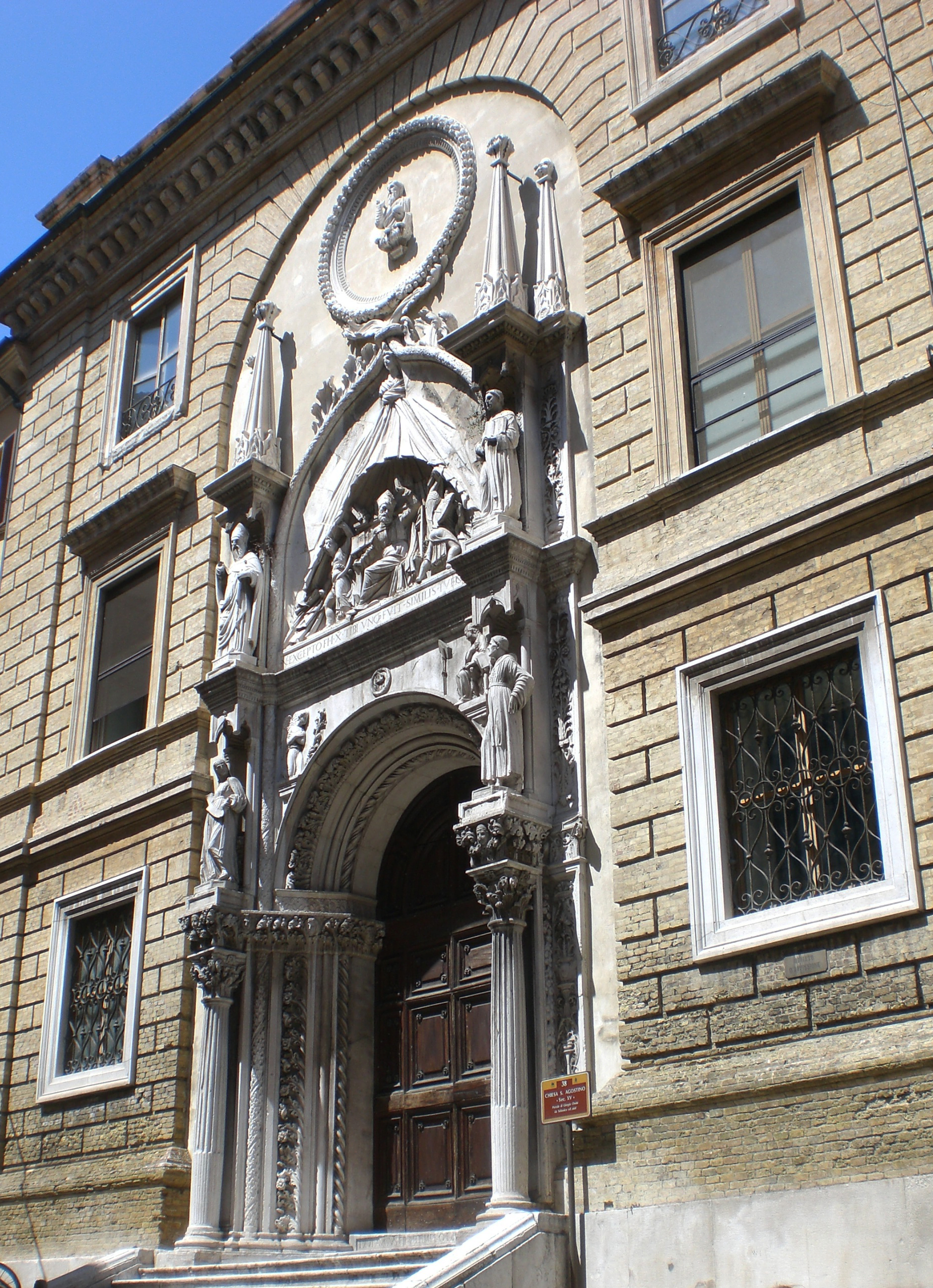
Il portale della Chiesa di Sant'Agostino ad Ancona
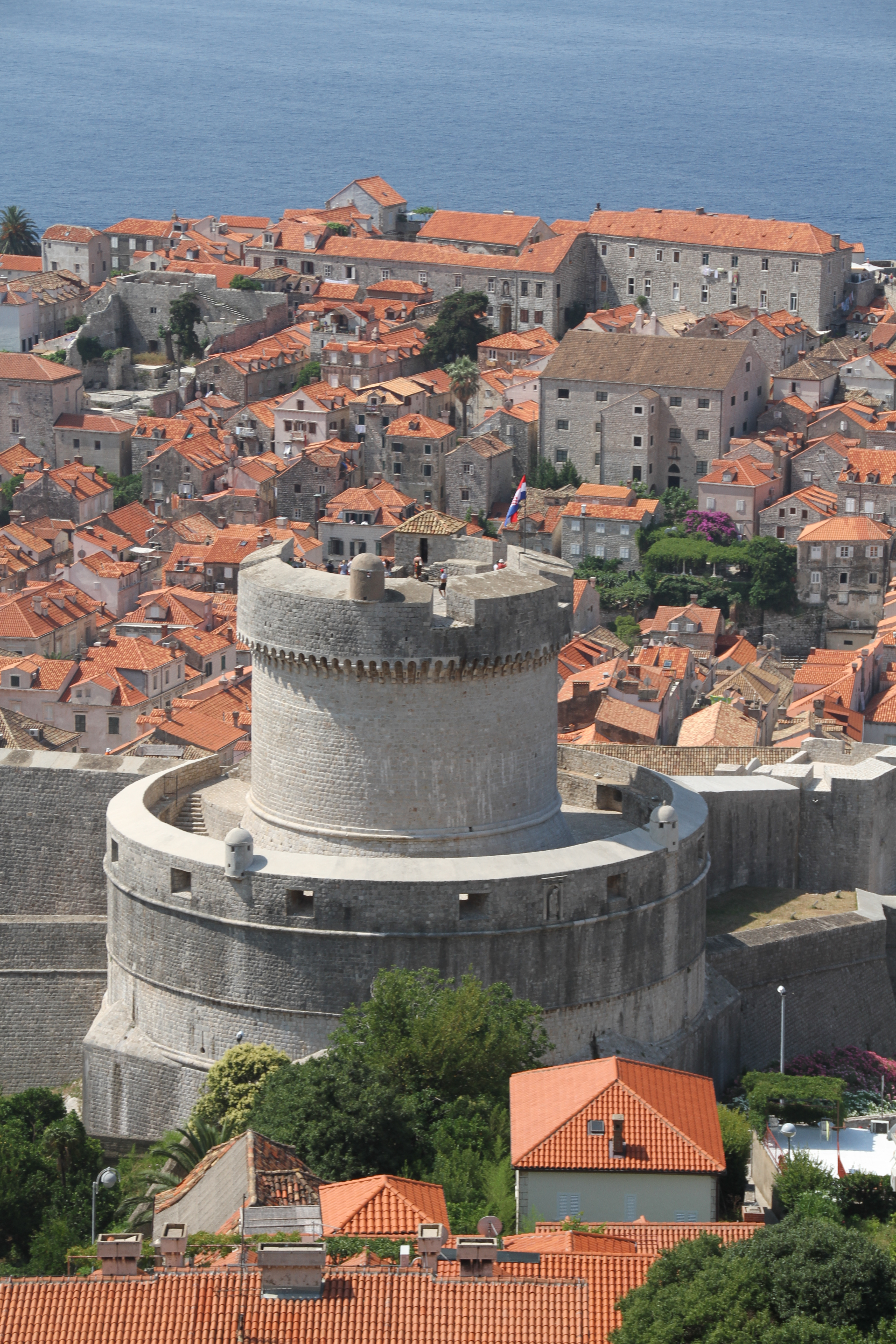
La torre Minceta lungo le mura di Ragusa in Croazia
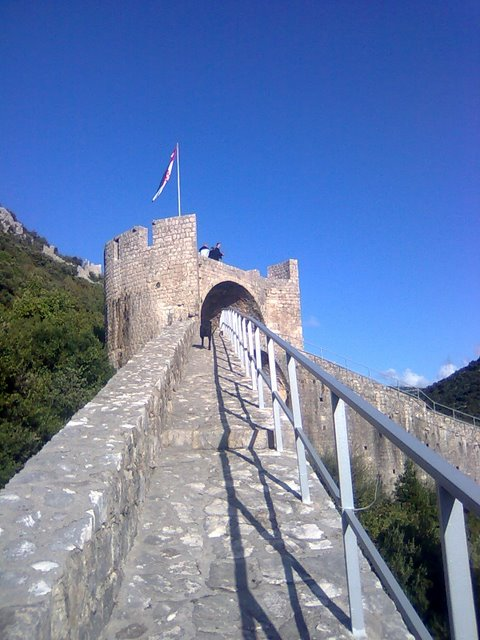
Le mura di Ston (Stagno) in Croazia, a cui lavorò Giorgio di Matteo
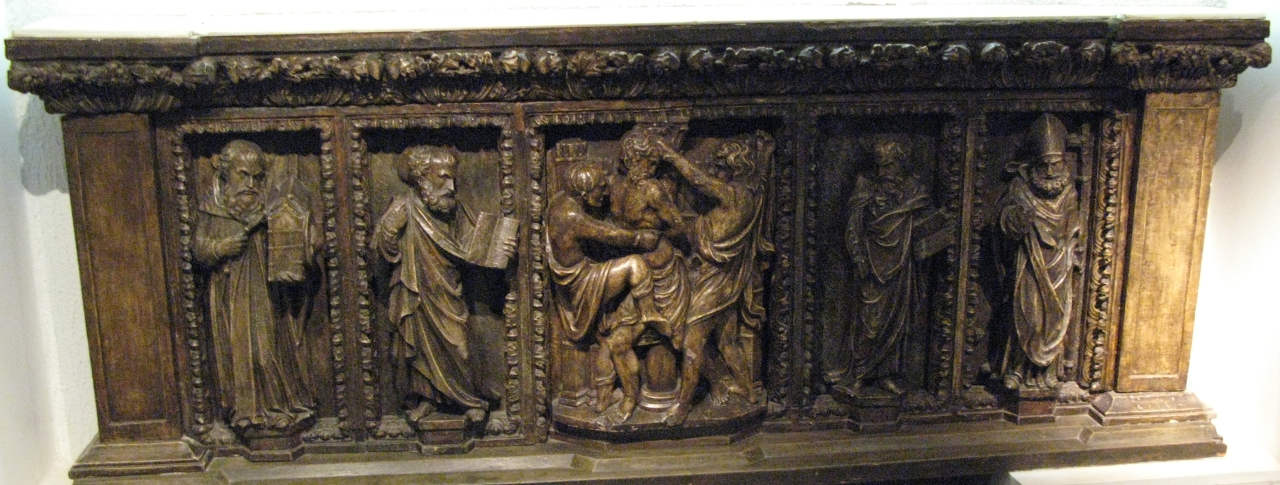
La Flagellazione della Cattedrale di Spalato in Croazia